# アサバスカ滝
アサバスカ滝（Athabasca Falls）とは、北アメリカ大陸北部を流れるアサバスカ川に存在する、瀑布である。なお、アサバスカ滝も含めた周辺地域は、ジャスパー国立公園に指定されている。

## 概要

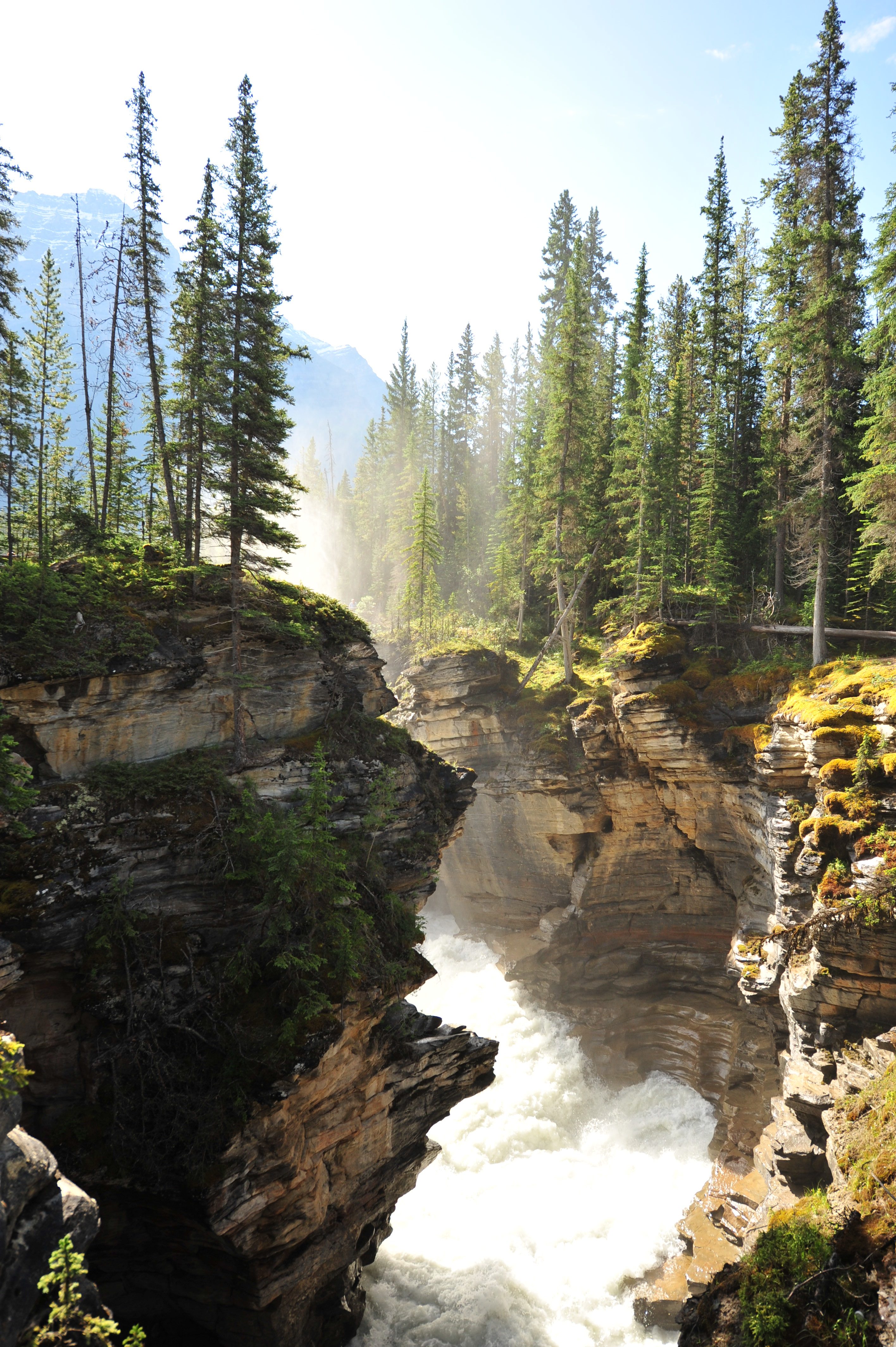
アサバスカ滝を少し下流側から見た写真。周辺の岩盤を浸食している様子。

アサバスカ滝は、カナダのアルバータ州のジャスパーから、南に約30kmの場所に存在する。なお、この付近でアサバスカ川はおおむね北の方向に流れているため、ジャスパーから見て、アサバスカ川の約30km上流にアサバスカ滝が存在すると換言することもできる。この滝は、落差約24m、幅約18mの大きさである

。
また、水量が豊富であることでも知られ、このため、たとえ寒波が来たとしても、滝の水量こそ減少する傾向にあるものの、滝全体が凍り付いてしまうようなことは起こらない。ところで、この滝よりも下流は固い珪岩でできている一方で、滝は石灰岩でできた場所を流れ落ちている。つまり、滝の上と下とで岩盤の組成が大きく変わっているのである。石灰岩は珪岩と比べると柔らかく、また石灰岩は化学的にも浸食されやすいため、石灰岩の部分は、滝によって徐々に浸食されていっている。

## 交通・観光
アサバスカ滝へは、カナダのアルバータ州の高速道路93号線のアイスフィールド高速道路に存在する支線である、93A号線を利用すれば来ることができる。93A号線は、ジャスパーの町の近郊から、この滝のすぐ北東に存在している駐車場までつながっている

。そこからは歩く必要があるものの、滝の周辺はある程度整備されていて、安全に滝を見学したり、滝の写真を撮ったり、滝の周辺を散策したりできるようになっている。ところで、既述のようにアサバスカ滝はアサバスカ川の存在する滝であり、このアサバスカ川はジャスパー近郊へと流れている。これを利用して、この滝の直下からジャスパーまでの約30kmをカヌーなどで降る者もしばしば見られる。